# Parankylopteryx multipunctata
Parankylopteryx multipunctata is een insect uit de familie van de gaasvliegen (Chrysopidae), die tot de orde netvleugeligen (Neuroptera) behoort. 
Parankylopteryx multipunctata is voor het eerst wetenschappelijk beschreven door Fraser in 1951.